# Метод Рунге — Кутты
Ме́тоды Ру́нге — Ку́тты (в литературе встречается название методы Рунге — Кутта) — большой класс численных методов решения задачи Коши для обыкновенных дифференциальных уравнений и их систем. Первые методы данного класса были предложены около 1900 года немецкими математиками К. Рунге и М. В. Куттой.
К классу методов Рунге — Кутты относятся явный метод Эйлера и модифицированный метод Эйлера с пересчётом, которые представляют собой соответственно методы первого и второго порядка точности. Существуют стандартные явные методы третьего порядка точности, не получившие широкого распространения. Наиболее часто используется и реализован в различных математических пакетах (Maple, MathCAD, Maxima) классический метод Рунге — Кутты, имеющий четвёртый порядок точности. При выполнении расчётов с повышенной точностью всё чаще применяются методы пятого и шестого порядков точности. Построение схем более высокого порядка сопряжено с большими вычислительными трудностями.
Методы седьмого порядка должны иметь по меньшей мере девять стадий, а методы восьмого порядка — не менее 11 стадий. Для методов девятого и более высоких порядков (не имеющих, впрочем, большой практической значимости) неизвестно, сколько стадий необходимо для достижения соответствующего порядка точности.

## Классический метод Рунге — Кутты четвёртого порядка
Метод Рунге — Кутты четвёртого порядка при вычислениях с постоянным шагом интегрирования столь широко распространён, что его часто называют просто методом Рунге — Кутты.
Рассмотрим задачу Коши для системы обыкновенных дифференциальных уравнений первого порядка (далее {\displaystyle \mathbf {y} ,\mathbf {f} ,\mathbf {k} _{i}\in \mathbb {R} ^{n}}, а {\displaystyle x,h\in \mathbb {R} ^{1}}).
{\displaystyle {\textbf {y}}'={\textbf {f}}(x,{\textbf {y}}),\quad {\textbf {y}}(x_{0})={\textbf {y}}_{0}.}
Тогда приближенное значение в последующих точках вычисляется по итерационной формуле:
{\displaystyle {\textbf {y}}_{n+1}={\textbf {y}}_{n}+{h \over 6}({\textbf {k}}_{1}+2{\textbf {k}}_{2}+2{\textbf {k}}_{3}+{\textbf {k}}_{4})}
Вычисление нового значения проходит в четыре стадии:
{\displaystyle {\textbf {k}}_{1}={\textbf {f}}\left(x_{n},{\textbf {y}}_{n}\right),}
{\displaystyle {\textbf {k}}_{2}={\textbf {f}}\left(x_{n}+{h \over 2},{\textbf {y}}_{n}+{h \over 2}{\textbf {k}}_{1}\right),}
{\displaystyle {\textbf {k}}_{3}={\textbf {f}}\left(x_{n}+{h \over 2},{\textbf {y}}_{n}+{h \over 2}{\textbf {k}}_{2}\right),}
{\displaystyle {\textbf {k}}_{4}={\textbf {f}}\left(x_{n}+h,{\textbf {y}}_{n}+h\ {\textbf {k}}_{3}\right).}
где {\displaystyle h} — величина шага сетки по {\displaystyle x}.
Этот метод имеет четвёртый порядок точности. Это значит, что ошибка на одном шаге имеет порядок {\displaystyle O(h^{5})}, а суммарная ошибка на конечном интервале интегрирования имеет порядок {\displaystyle O(h^{4})} .

## Явные методы Рунге — Кутты
Семейство явных методов Рунге — Кутты является обобщением как явного метода Эйлера, так и классического метода Рунге — Кутты четвёртого порядка. Оно задаётся формулами
{\displaystyle {\textbf {y}}_{n+1}={\textbf {y}}_{n}+h\sum _{i=1}^{s}b_{i}{\textbf {k}}_{i},}
где {\displaystyle h} — величина шага сетки по {\displaystyle x}, а вычисление нового значения проходит в {\displaystyle s} этапов:
{\displaystyle {\begin{array}{ll}{\textbf {k}}_{1}=&{\textbf {f}}(x_{n},{\textbf {y}}_{n}),\\{\textbf {k}}_{2}=&{\textbf {f}}(x_{n}+c_{2}h,{\textbf {y}}_{n}+a_{21}h{\textbf {k}}_{1}),\\\cdots &\\{\textbf {k}}_{s}=&{\textbf {f}}(x_{n}+c_{s}h,{\textbf {y}}_{n}+a_{s1}h{\textbf {k}}_{1}+a_{s2}h{\textbf {k}}_{2}+\cdots +a_{s,s-1}h{\textbf {k}}_{s-1})\end{array}}}
Конкретный метод определяется числом {\displaystyle s} и коэффициентами {\displaystyle b_{i},a_{ij}} и {\displaystyle c_{i}}. Эти коэффициенты часто упорядочивают в таблицу (называемую таблицей Бутчера):
{\displaystyle {\begin{array}{c|ccccc}0&&&&&\\c_{2}&a_{21}&&&&\\c_{3}&a_{31}&a_{32}&&&\\\vdots &\vdots &\vdots &\ddots &&\\c_{s}&a_{s1}&a_{s2}&\dots &a_{ss-1}&\\\hline &b_{1}&b_{2}&\dots &b_{s-1}&b_{s}\end{array}}}
Для коэффициентов метода Рунге — Кутты должны быть выполнены условия {\displaystyle \sum _{j=1}^{i-1}a_{ij}=c_{i}} для {\displaystyle i=2,\ldots ,s}. Если требуется, чтобы метод имел порядок {\displaystyle p}, то следует также обеспечить условие
{\displaystyle {\bar {\textbf {y}}}(h+x_{0})-{\textbf {y}}(h+x_{0})=O(h^{p+1}),}
где {\displaystyle {\bar {\textbf {y}}}(h+x_{0})} — приближение, полученное по методу Рунге — Кутты. После многократного дифференцирования это условие преобразуется в систему полиномиальных уравнений относительно коэффициентов метода.

## Неявные методы Рунге — Кутты
Все до сих пор упомянутые методы Рунге — Кутты являются явными методами. К сожалению, явные методы Рунге — Кутты, как правило, непригодны для решения жёстких систем уравнений из-за малой области их абсолютной устойчивости. Неустойчивость явных методов Рунге — Кутты создаёт весьма серьёзные проблемы и при численном решении дифференциальных уравнений в частных производных.
Неустойчивость явных методов Рунге — Кутты мотивировала развитие неявных методов. Неявный метод Рунге — Кутты имеет вид:
{\displaystyle y_{n+1}=y_{n}+h\sum _{i=1}^{s}b_{i}k_{i},}
где
{\displaystyle k_{i}=f{\bigl (}x_{n}+c_{i}h,y_{n}+h\sum _{j=1}^{s}a_{ij}k_{j}{\bigr )},\quad i=1,\ldots ,s.}
Явный метод характерен тем, что матрица коэффициентов {\displaystyle a_{ij}} для него имеет нижний треугольный вид (включая и нулевую главную диагональ) — в отличие от неявного метода, где матрица имеет произвольный вид. Это также видно по таблице Батчера.
{\displaystyle {\begin{array}{c|cccc}c_{1}&a_{11}&a_{12}&\dots &a_{1s}\\c_{2}&a_{21}&a_{22}&\dots &a_{2s}\\\vdots &\vdots &\vdots &\ddots &\vdots \\c_{s}&a_{s1}&a_{s2}&\dots &a_{ss}\\\hline &b_{1}&b_{2}&\dots &b_{s}\\\end{array}}={\begin{array}{c|c}\mathbf {c} &A\\\hline &\mathbf {b^{T}} \\\end{array}}}
Следствием этого различия является необходимость на каждом шагу решать систему уравнений для {\displaystyle k_{i},i=1,2,...,s}, где {\displaystyle s} — число стадий. Это увеличивает вычислительные затраты, однако при достаточно малом {\displaystyle h} можно применить принцип сжимающих отображений и решать данную систему методом простой итерации. В случае одной итерации это увеличивает вычислительные затраты всего лишь в два раза.
С другой стороны, Жан Кунцма́н (1961) и Джон Батчер (1964) показали, что при любом количестве стадий {\displaystyle s} существует неявный метод Рунге — Кутты с порядком точности {\displaystyle p=2s}. Это значит, например, что для описанного выше явного четырёхстадийного метода четвёртого порядка существует неявный аналог с вдвое большим порядком точности.

## Неявный метод Рунге — Кутты второго порядка
Простейшим неявным методом Рунге — Кутты является модифицированный метод Эйлера «с пересчётом». Он задаётся формулой:
{\displaystyle \mathbf {y} _{n+1}=\mathbf {y} _{n}+h{\frac {\mathbf {f} (x_{n},\mathbf {y} _{n})+\mathbf {f} (x_{n+1},\mathbf {y} _{n+1})}{2}}}.
Для его реализации на каждом шаге необходимы как минимум две итерации (и два вычисления функции).
Прогноз:
{\displaystyle {\tilde {\mathbf {y} }}_{n+1}=\mathbf {y} _{n}+h\mathbf {f} (x_{n},\mathbf {y} _{n})}.
Коррекция:
{\displaystyle \mathbf {y} _{n+1}=\mathbf {y} _{n}+h{\frac {\mathbf {f} (x_{n},\mathbf {y} _{n})+\mathbf {f} (x_{n+1},{\tilde {\mathbf {y} }}_{n+1})}{2}}}.
Вторая формула — это простая итерация решения системы уравнений относительно {\displaystyle \mathbf {y} _{n+1}}, записанной в форме сжимающего отображения. Для повышения точности итерацию-коррекцию можно сделать несколько раз, подставляя {\displaystyle {\tilde {\mathbf {y} }}_{n+1}=\mathbf {y} _{n+1}}. Модифицированный метод Эйлера «с пересчётом» имеет второй порядок точности.

### Устойчивость
Преимуществом неявных методов Рунге — Кутты в сравнении с явными является их бо́льшая устойчивость, что особенно важно при решении жестких уравнений. Рассмотрим в качестве примера линейное уравнение y'  = λy. Обычный метод Рунге — Кутты, применённый к этому уравнению, сведётся к итерации {\displaystyle y_{n+1}=r(h\lambda )\,y_{n}}, с r, равным
{\displaystyle r(z)=1+zb^{T}(I-zA)^{-1}e={\frac {\det(I-zA+zeb^{T})}{\det(I-zA)}},}
где {\displaystyle e} обозначает вектор-столбец из единиц. Функция {\displaystyle r} называется функцией устойчивости. Из формулы видно, что {\displaystyle r} является отношением двух полиномов степени {\displaystyle s}, если метод имеет {\displaystyle s} стадий. Явные методы имеют строго нижнюю треугольную матрицу {\displaystyle A,} откуда следует, что {\displaystyle \det(I-zA)=1,} и что функция устойчивости является многочленом.
Численное решение данного примера сходится к нулю при условии {\displaystyle |r(z)|<1} с {\displaystyle z=h\lambda }. Множество таких {\displaystyle z} называется областью абсолютной устойчивости. В частности, метод называется A-устойчивым, если все {\displaystyle z} с {\displaystyle {\textrm {Re}}(z)<0} находятся в области абсолютной устойчивости. Функция устойчивости явного метода Рунге — Кутты является многочленом, поэтому явные методы Рунге — Кутты в принципе не могут быть A-устойчивыми.
Если метод имеет порядок {\displaystyle p}, то функция устойчивости удовлетворяет условию {\displaystyle r(z)={\textrm {e}}^{z}+O(z^{p+1})} при {\displaystyle z\to 0}. Таким образом, представляет интерес отношение многочленов данной степени, приближающее экспоненциальную функцию наилучшим образом. Эти отношения известны как аппроксимации Паде. Аппроксимация Паде с числителем степени {\displaystyle m} и знаменателем степени {\displaystyle n} А-устойчива тогда и только тогда, когда {\displaystyle m\leq n\leq m+2.}
{\displaystyle s}-стадийный метод Гаусса — Лежандра имеет порядок {\displaystyle 2s}, поэтому его функция устойчивости является приближением Паде {\displaystyle m=n=s}. Отсюда следует, что метод является A-устойчивым. Это показывает, что A-устойчивые методы Рунге — Кутты могут иметь сколь угодно высокий порядок. В отличие от этого, порядок А-устойчивости методов Адамса не может превышать два.

## Произношение
Согласно грамматическим нормам русского языка, фамилия Ку́тта склоняется, поэтому говорят: «Метод Ру́нге — Ку́тты». Правила русской грамматики предписывают склонять все фамилии (в том числе и мужские), оканчивающиеся на -а, -я, которым предшествует согласный. Единственное исключение — фамилии французского происхождения с ударением на последнем слоге типа Дюма́, Золя́. Однако иногда встречается несклоняемый вариант «Метод Ру́нге — Ку́тта» (например, в книге).

## Пример решения на алгоритмических языках программирования
| {\displaystyle y''+4y=\cos 3x,\quad y(0)=0.8,\ y'(0)=2,\ x\in [0,1],\ h=0.1} |

производя замену {\displaystyle y'=z} и перенося {\displaystyle 4y} в правую часть, получаем систему:
| {\displaystyle {\begin{cases}y'=z=g(x,y,z)\\z'=\cos(3x)-4y=f(x,y,z)\end{cases}}} |

```
public
 
class
 
MainClass
 
{

	
public
 
static
 
void
 
main
(
String
[]
 
args
)
 
{

		
int
 
k
 
=
 
2
;

		
double
 
Xo
,
 
Yo
,
 
Y1
,
 
Zo
,
 
Z1
;

		
double
 
k1
,
 
k2
,
 
k4
,
 
k3
,
 
h
;

		
double
 
q1
,
 
q2
,
 
q4
,
 
q3
;

                
/*

                 *Начальные условия

                 */

		
Xo
 
=
 
0
;

		
Yo
 
=
 
0.8
;

                
Zo
 
=
 
2
;

		
h
 
=
 
0.1
;
 
// шаг

		
System
.
out
.
println
(
"\tX\t\tY\t\tZ"
);

		
for
(;
 
r
(
Xo
,
2
)
<
1.0
;
 
Xo
 
+=
 
h
){

			

			
k1
 
=
 
h
 
*
 
f
(
Xo
,
 
Yo
,
 
Zo
);

			
q1
 
=
 
h
 
*
 
g
(
Xo
,
 
Yo
,
 
Zo
);

			

			
k2
 
=
 
h
 
*
 
f
(
Xo
 
+
 
h
/
2.0
,
 
Yo
 
+
 
q1
/
2.0
,
 
Zo
 
+
 
k1
/
2.0
);

			
q2
 
=
 
h
 
*
 
g
(
Xo
 
+
 
h
/
2.0
,
 
Yo
 
+
 
q1
/
2.0
,
 
Zo
 
+
 
k1
/
2.0
);

			

			
k3
 
=
 
h
 
*
 
f
(
Xo
 
+
 
h
/
2.0
,
 
Yo
 
+
 
q2
/
2.0
,
 
Zo
 
+
 
k2
/
2.0
);

			
q3
 
=
 
h
 
*
 
g
(
Xo
 
+
 
h
/
2.0
,
 
Yo
 
+
 
q2
/
2.0
,
 
Zo
 
+
 
k2
/
2.0
);

			

			
k4
 
=
 
h
 
*
 
f
(
Xo
 
+
 
h
,
 
Yo
 
+
 
q3
,
 
Zo
 
+
 
k3
);

			
q4
 
=
 
h
 
*
 
g
(
Xo
 
+
 
h
,
 
Yo
 
+
 
q3
,
 
Zo
 
+
 
k3
);

			

			
Z1
 
=
 
Zo
 
+
 
(
k1
 
+
 
2.0
*
k2
 
+
 
2.0
*
k3
 
+
 
k4
)
/
6.0
;

			
Y1
 
=
 
Yo
 
+
 
(
q1
 
+
 
2.0
*
q2
 
+
 
2.0
*
q3
 
+
 
q4
)
/
6.0
;

			
System
.
out
.
println
(
"\t"
 
+
 
r
(
Xo
 
+
 
h
,
 
k
)
 
+
 
"\t\t"
 
+
 
r
(
Y1
 
,
k
)
 
+
 
"\t\t"
 
+
 
r
(
Z1
 
,
k
));

			
Yo
 
=
 
Y1
;

			
Zo
 
=
 
Z1
;

		
}

		

	
}

        
/**

         * функция для округления и отбрасывания "хвоста"

         */

	
public
 
static
 
double
 
r
(
double
 
value
,
 
int
 
k
){

		
return
 
(
double
)
Math
.
round
((
Math
.
pow
(
10
,
 
k
)
*
value
))
/
Math
.
pow
(
10
,
 
k
);

	
}

        
/**

         * функции, которые получаются из системы

         */

	
public
 
static
 
double
 
f
(
double
 
x
,
 
double
 
y
,
 
double
 
z
){

		
return
 
(
Math
.
cos
(
3
*
x
)
 
-
 
4
*
y
);

	
}

	
public
 
static
 
double
 
g
(
double
 
x
,
 
double
 
y
,
 
double
 
z
){

		
return
 
(
z
);

	
}

}

```

```
using
 
System
;

using
 
System.Collections.Generic
;

namespace
 
PRJ_RungeKutta

{

    
/// <summary>

    
/// Реализация метода Ру́нге — Ку́тты для обыкновенного дифференциального уравнения

    
/// </summary>

    
public
 
abstract
 
class
 
RungeKutta

    
{

        
/// <summary>

        
/// Текущее время

        
/// </summary>

        
public
 
double
 
t
;
  

        
/// <summary>

        
/// Искомое решение Y[0] — само решение, Y[i] — i-я производная решения

        
/// </summary>

        
public
 
double
[]
 
Y
;
 

        
/// <summary>

        
/// Внутренние переменные 

        
/// </summary>

        
double
[]
 
YY
,
 
Y1
,
 
Y2
,
 
Y3
,
 
Y4
;

        
protected
 
double
[]
 
FY
;

        
/// <summary>

        
/// Конструктор

        
/// </summary>

        
/// <param name="N">размерность системы</param>

        
public
 
RungeKutta
(
uint
 
N
)
  

        
{

            
Init
(
N
);

        
}

        
/// <summary>

        
/// Конструктор

        
/// </summary>

        
public
 
RungeKutta
(){}

        
/// <summary>

        
/// Выделение памяти под рабочие массивы

        
/// </summary>

        
/// <param name="N">Размерность массивов</param>

        
protected
 
void
 
Init
(
uint
 
N
)

        
{
             

            
Y
 
=
 
new
 
double
[
N
];

            
YY
 
=
 
new
 
double
[
N
];

            
Y1
 
=
 
new
 
double
[
N
];

            
Y2
 
=
 
new
 
double
[
N
];

            
Y3
 
=
 
new
 
double
[
N
];

            
Y4
 
=
 
new
 
double
[
N
];

            
FY
 
=
 
new
 
double
[
N
];

        
}

        
/// <summary>

        
/// Установка начальных условий

        
/// </summary>

        
/// <param name="t0">Начальное время</param>

        
/// <param name="Y0">Начальное условие</param>

        
public
 
void
 
SetInit
(
double
 
t0
,
 
double
[]
 
Y0
)
 

        
{
                                     

            
t
 
=
 
t0
;

            
if
 
(
Y
 
==
 
null
)
 

                
Init
((
uint
)
Y0
.
Length
);

            
for
 
(
int
 
i
 
=
 
0
;
 
i
 
<
 
Y
.
Length
;
 
i
++
)

                
Y
[
i
]
 
=
 
Y0
[
i
];

        
}

        
/// <summary>

        
/// Расчет правых частей системы

        
/// </summary>

        
/// <param name="t">текущее время</param>

        
/// <param name="Y">вектор решения</param>

        
/// <returns>правая часть</returns>

        
abstract
 
public
 
double
[]
 
F
(
double
 
t
,
 
double
[]
 
Y
);
 

        
/// <summary>

        
/// Следующий шаг метода Рунге-Кутта

        
/// </summary>

        
/// <param name="dt">текущий шаг по времени (может быть переменным)</param>

        
public
 
void
 
NextStep
(
double
 
dt
)

        
{

            
int
 
i
;

            
if
 
(
dt
 
<
 
0
)
 
return
;

            
// рассчитать Y1

            
Y1
 
=
 
F
(
t
,
 
Y
);

            
for
 
(
i
 
=
 
0
;
 
i
 
<
 
Y
.
Length
;
 
i
++
)

                
YY
[
i
]
 
=
 
Y
[
i
]
 
+
 
Y1
[
i
]
 
*
 
(
dt
 
/
 
2.0
);

            

            
// рассчитать Y2

            
Y2
 
=
 
F
(
t
 
+
 
dt
 
/
 
2.0
,
 
YY
);

            
for
 
(
i
 
=
 
0
;
 
i
 
<
 
Y
.
Length
;
 
i
++
)

                
YY
[
i
]
 
=
 
Y
[
i
]
 
+
 
Y2
[
i
]
 
*
 
(
dt
 
/
 
2.0
);

            

            
// рассчитать Y3

            
Y3
 
=
 
F
(
t
 
+
 
dt
 
/
 
2.0
,
 
YY
);

            
for
 
(
i
 
=
 
0
;
 
i
 
<
 
Y
.
Length
;
 
i
++
)

                
YY
[
i
]
 
=
 
Y
[
i
]
 
+
 
Y3
[
i
]
 
*
 
dt
;

            

            
// рассчитать Y4

            
Y4
 
=
 
F
(
t
 
+
 
dt
,
 
YY
);

            
// рассчитать решение на новом шаге

            
for
 
(
i
 
=
 
0
;
 
i
 
<
 
Y
.
Length
;
 
i
++
)

                
Y
[
i
]
 
=
 
Y
[
i
]
 
+
 
dt
 
/
 
6.0
 
*
 
(
Y1
[
i
]
 
+
 
2.0
 
*
 
Y2
[
i
]
 
+
 
2.0
 
*
 
Y3
[
i
]
 
+
 
Y4
[
i
]);

            
// рассчитать текущее время

            
t
 
=
 
t
 
+
 
dt
;
 

        
}

    
}

    
class
 
TMyRK
 
:
 
RungeKutta

    
{

        
public
 
TMyRK
(
uint
 
N
)
 
:
 
base
(
N
)
 
{
 
}

        
/// <summary>

        
/// пример математический маятник 

        
/// y''(t)+y(t)=0

        
/// </summary>

        
/// <param name="t">Время</param>

        
/// <param name="Y">Решение</param>

        
/// <returns>Правая часть</returns>

        
public
 
override
 
double
[]
 
F
(
double
 
t
,
 
double
[]
 
Y
)

        
{

            
FY
[
0
]
 
=
  
Y
[
1
];
 

            
FY
[
1
]
 
=
 
-
Y
[
0
];
 

            
return
 
FY
;

        
}

        
/// <summary>

        
/// Пример использования

        
/// </summary>

        
static
 
public
 
void
 
Test
()

        
{

            
// Шаг по времени

            
double
 
dt
 
=
 
0.001
;

            
// Объект метода

            
TMyRK
 
task
 
=
 
new
 
TMyRK
(
2
);

            
// Определим начальные условия y(0)=0, y'(0)=1 задачи

            
double
[]
 
Y0
 
=
 
{
 
0
,
 
1
 
};
 

            
// Установим начальные условия задачи

            
task
.
SetInit
(
0
,
 
Y0
);

            
// решаем до 15 секунд

            
while
 
(
task
.
t
 
<=
 
15
)
 

            
{

                
Console
.
WriteLine
(
"Time = {0:F5}; Func = {1:F8};  d Func / d x = {2:F8}"
,
 
task
.
t
,
 
task
.
Y
[
0
],
 
task
.
Y
[
1
]);
 
// вывести t, y, y'

                
// рассчитать на следующем шаге, шаг интегрирования 

                
task
.
NextStep
(
dt
);

            
}

            
Console
.
ReadLine
();

        
}

    
}

    
class
 
Program

    
{

        
static
 
void
 
Main
(
string
[]
 
args
)

        
{

            
TMyRK
.
Test
();

        
}

    
}

}

```

В программе на С# используется абстрактный класс RungeKutta, в котором следует переопределить абстрактный метод F, задающий правые части уравнений.

## Пример решения в средеMATLAB
Решение систем дифференциальных уравнений методом Рунге — Кутты является одним из самых распространённых численных методов решений в технике. В среде MATLAB реализована его одна из разновидностей — метод Дормана — Принса. Для решения системы уравнений необходимо сначала записать функцию, вычисляющую производные, то есть функции y = g(x, y, z) и z = cos(3x) − 4y = f(x, y, z), о чём сказано выше. В одном из каталогов, к которому имеется доступ из системы MATLAB, нужно создать текстовый файл с именем (например) runge.m со следующим содержимым (для MATLAB версии 5.3):
```
function
 
Dy
 
=
 
runge
(
x, y
)

Dy
 
=
 
y
(:);

Dy
(
1
)
 
=
 
y
(
2
);

Dy
(
2
)
 
=
 
cos
(
3
*
x
)
 
-
 
4
*
y
(
1
);

```

Имя файла и имя функции должно совпадать, но оно может быть любым неиспользуемым ранее.
Затем необходимо создать главный файл c именем, например, main.m, который будет выполнять основные вычисления. Этот главный файл будет содержать следующий текст:
```
clear
;
 
clc
;
 
% Очистка памяти и экрана

h
 
=
 
0.1
;
 
% Шаг интегрирования

x_fin
 
=
 
8
;
 
% Конечное время интегрирования

y0
 
=
 
0.8
;
 
% Начальное значение функции

Dy0
 
=
 
2
;
 
% Начальное значение производной функции

[
x
,
 
y
]
 
=
 
ode45
(
'runge'
,
 
[
0
:
h
:
x_fin
],
 
[
y0
 
Dy0
]);
 
% Метод Рунге — Кутты

plot
(
x
,
 
y
,
 
'LineWidth'
,
 
2
);
 
grid
;
 
% Построение графика и сетки

legend
(
'y(x)'
,
 
'y''(x)'
,
 
0
);
 
% Легенда на графике

```

Так как MATLAB ориентирован на работу с матрицами, решение по методу Рунге — Кутты очень легко выполняется для целого ряда x, как, например, в приведённом примере программы. Здесь решение — график функции в пределах времён от 0 до x_fin.

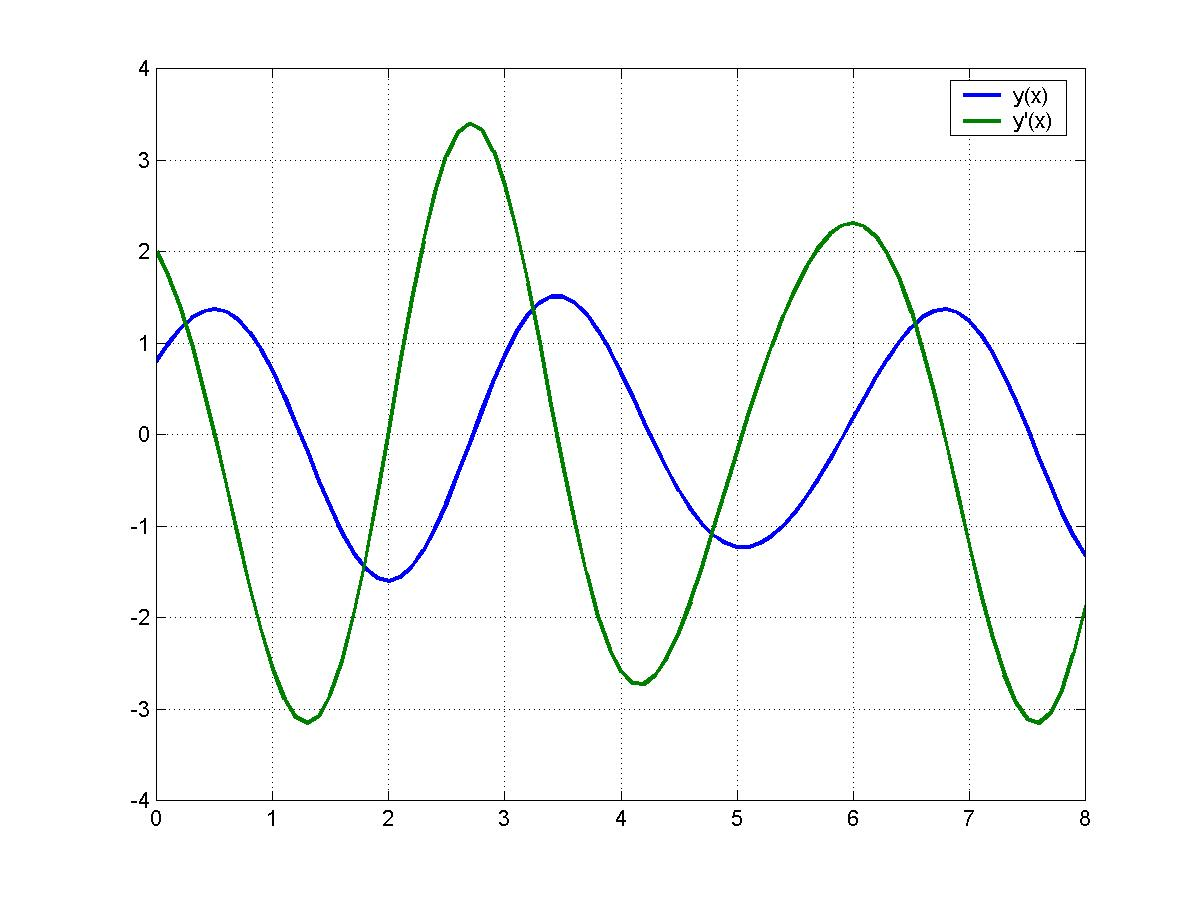
Решение в среде MATLAB

Переменные x и y, полученные в результате работы функции ODE45, есть векторы значений. Очевидно, что решение конкретно заданного выше примера — второй элемент x, так как первое значение — 0, шаг интегрирования h = 0,1, а интересующее значение x = 0,1.
Следующая запись в командном окне MATLAB даст искомое решение:
```
y1
 
=
 
y
(
find
(
x
 
==
 
0.1
))

```

Ответ: y1 = 0,98768